# Montgenèvre
 Montgenèvre  es una comuna y población de Francia, en la región de Provenza-Alpes-Costa Azul, departamento de Altos Alpes, en el distrito de Briançon y cantón de Briançon-Nord.
Está integrada en la Communauté de communes du Briançonnais .

## Demografía
| 246 | 264 | 338 | 459 | 519 | 497 |
| Para los censos de 1962 a 1999 la población legal corresponde a la población sin duplicidades (Fuente: INSEE [Consultar]) |     |     |     |     |     |